# 鶴竜街道
鶴竜街道（かくりゅうがいどう）は、広州市白雲区の街道。現行行政地名は鶴竜街道鶴南社区、鶴竜街道彭上社区などの社区11個がある。

## 地理
広州市白雲区の中部に位置している。

## 行政区画
11社区を管轄する。

## 施設

### 交通
・地下鉄の駅：